# Alice in the Alps
Série Alice Comedies
Alice the Collegiate
(1927) Alice's Auto Race
(1927)
Pour plus de détails, voir Fiche technique et Distribution.
Alice in the Alps est un court métrage d'animation américain muet de la série Alice Comedies sorti en 1927.

## Synopsis
Alice et Julius font faire du ski dans les Alpes suisses et se lancent ensuite dans une expédition d'ascension des montagnes avec Pete.

## Fiche technique
- Titre original : Alice in the Alps
- Série : Alice Comedies
- Réalisation : Walt Disney
- Animation : Robert Edmunds, Ub Iwerks, Rollin Hamilton, Hugh Harman, Rudolf Ising
- Encrage et peinture : Irene Hamilton, Walker Harman
- Photographie : Rudolf Ising
- Production : Margaret J. Winkler
- Société de production : Disney Brothers Studios
- Société de distribution : FBO pour Margaret J. Winkler (1927)
- Budget : 1 146,55 $
- Pays :  États-Unis
- Format d'image : noir et blanc - 35 mm - 1,37:1 - muet
- Genre : animation et prises de vues réelles
- Durée : 7 min
- Dates de sortie : 
  - Version muette : 21 mars 1927[1]
  - Version sonorisée : ?

Source : Walt in Wonderland

## Distribution
- Margie Gay : Alice

## Commentaires
Produit en octobre-novembre 1926, le film a été livré le 13 décembre 1926. Le copyright a été déposé le 21 mars 1927 par R-C Pictures Corp. 